# چکش شنی
چکش شِنی نوعی کوبه خاص است که در به حداقل رساندن آسیب به سطح ضربه خورده و محدود کردن حداکثر نیروی ضربه مفید است. چکش شنی احتمال واجهیدن چکش از سطح ضربه خورده را به حداقل می‌رساند که در اجتناب از آسیب تصادفی در کارهای دقیق به خصوص در مکان های تنگ و در کاربردهایی مانند تعمیر و نگهداری سیلندرهای هیدرولیک حائز اهمیت است.
چکش شنی یک پتک مخصوص است که برای به حداقل رساندن آسیب به سطح ضربه‌خورده و کنترل نیروی ضربه‌ای، با حداقل بازگشت از سطح ضربه‌خورده، مفید است. بازگشت حداقلی برای جلوگیری از آسیب های غیر قابل پیشبینی در کار با دقت بالا، به ویژه در مکان هایی با فضای کم و در کاربردهایی مانند تعمیر و نگهداری سیلندرهای هیدرولیک کاربردی است.

## شرح
سر چکش شنی می تواند توپر یا توخالی باشد (اغلب با گلوله های فولادی قابل حرکت پر می شود)، که انرژی ضربه را در مدت زمان طولانی تری پخش می کند و بازگشت مجدد پس از ضربه را کاهش می دهد.  در صورت شکست سر چکش، گلوله های درون آن فابل مشاهده هستند. بنابراین، استفاده از یک چکش شنی توخالی سنتی ممکن است در موارد خاصی، مانند اتاق تمیز تولید، که در آن آلودگی توسط مواد خارجی نباید رخ دهد، محدود شود.
چکش‌های شنی با سر توپر در اکثر مواقع از لاستیک یا پلاستیک انعطاف‌پذیر (مانند پلی‌اتیلن با وزن مولکولی بسیار بالا، UHMW) ساخته می‌شوند و جذب ضربه و کاهش برگشت وابسته به خواص ریز ساختار مواد است. چکش‌هایی که معمولاً از پلی‌اورتان ساخته می‌شوند، معمولاً به رنگ نارنجی یا سیاه ظاهر می‌شوند. سرهای کامپوزیت و مدل‌هایی با دسته فایبرگلاس نیز در دسترس هستند. ممکن است در کنار این موارد از دسته های لاستیکی با قابلیت جذب ضربه نیز استفاده شود.در برخی از طرح ها دسته به طور کامل حذف می شود. سر چکش شنی مستقیماً در دست گرفته می شود تا امکان استفاده در مکان های تنگ وجود داشته باشد.
برخی از چکش‌های شنی قابلیت تعویض صفحه ضربه زن را دارند که با پیچ کردن یا فشار دادن آن‌ها روی بدنه اصلی چکش به محل خود متصل می‌شوند. قابل تعویش بودن این قطعات میتواند امکان انتحاب سختی های مختلف برای بخش ضربه زن را فراهم کند. این مزیت موجب می شود تا آسیب وارده به جسمی که تحت ضرب است را کاهش یابد، در حالی که انتقال انرژی ضربه را بهینه می‌کند. همچنین، قطعات فرسوده یا آسیب دیده را می توان بدون دور ریختن کل ابزار تعویض کرد.

## اساس کار
[[پرونده:|بندانگشتی]]
در یک چکش معمولی سرپر، در لحظه ضربه تمام نیروی سر چکش منتقل می شود. در مقایسه با یک چکش معمولی با وزن مشابه، یک چکش شنی بیشینه نیروی کمتری برای انجام کار نیاز دارد. به دلیل اینکه نیرو را بازه زمانی طولانی تری توزیع میکند
در لحظه برخورد سطح چکش به جسم، شن و ماسه یا گلوله درون سر چکش همزمان حزکت را دنبال میکنند (به دلیل اینرسی، در انتهای سر چکش جمع می شود). نیروی مربوطه به این جرم اضافی در زمان ضربه به جسم وارد نمیشود. در عوض، این نیرو در زمان طولانی تری پخش می شود. شن یا گلوله به مرور پایین می آید تا انتهای سر ضربه زننده را پر کند. بیشینه نیرو در این حالت کمتر از چکش معمولی است یا به اصطلاح "تیزی" کمتر دارد. این امر موجب فنریت کمتر در بازگشت (بازگشت الاستیک کمتر) میشود. در لفظ عامیانه حس «مرده» بودن را به کاربر میدهد. ترجمه تحن و لفظی چکش شنی، چکیش مرده است.

## کاربردها
در تعمیرات خودرو، چکش‌های شنی معمولاً برای تعمیر شاسی ، جدا کردن قطعات گیر کرده و گاهی اوقات برای نصب و برداشتن کلاهک استفاده می‌شوند (مثلا توپی‌های ضربه‌ای). می توان از چکش های شنی برای رفع فرو رفتگی و تعمیر بدنه خودرو استفاده کرد. چکش شنی امکان استفاده از نیروی کنترل شده هنگام انجام تعمیر موتور یا گیربکس را می دهند.
در تعمیر و نگهداری ماشین آلات هیدرولیک و هوافضا، چکش های شنی درجدا کردن سیلندرهای گیر کرده بدون آسیب رساندن و کاهش کیفیت سطحی مورد استفاده هستند. همچنین در صورت استفاده از چکش شنی یاتاقان های اطراف سیلندر نیز آسیب کمتری می بینند.
چکش های شنی در نجاری برای اتصال قطعات یا جدا سازی قطعات بدون آسیب زدن و ایجاد فرو رفتگی قطعات چوبی مورد استفاده قرار می گیرند.هم مونتاژ مبلمان و هم نصب کابینت نیاز به کنار هم قرار دادن یا شکستن چوبی دارد که با استفاده از اتصالات به جای میخ به هم وصل شده است. بسیاری از مبلمان و کابینت ها با استفاده از اتصالات به هم متصل می شوند، بنابراین چکش شنی برای به حداقل رساندن ضربه به چوب ایده آل است. به عنوان یک ابزار تخریب، ضربه با چکش شنی برای شکستن قطعاتی که با استفاده از اتصال دهنده ها به هم وصل شده اند ایده آل است.
در بعضی از مواقع چکش های شنی در جراحی ارتوپدی کاربردی است. این ابزارها همچنین در ارتباطات راه دور برای تشکیل کابل‌هایی با قطر بزرگ در کابل‌ها استفاده می‌شوند. 

## مزایا
بدون بازگشت: بازگشت الاستیک کم آن را برای فضاهای تنگ، مانند کار بر روی موتور، عالی می کند.
استفاده راحت: برای ضربه زدن به هدف به قدرت عضلانی کمتری نیاز است.
ایجاد صدای کمتر: اثر "مرده" به معنای سر و صدای کمتر در مقایسه با چکش سنتی است.
ضربه محکم تر: محفظه شن یا گلوله داخلی در مقایسه با چکش سنتی نیروی بیشتری را ارائه می دهد.

## معایب
استفاده از یک ضربه با چکش شنی می تواند در مقایسه با یک چکش جامد و سنتی کندتر باشد. این به این دلیل است که برگشت یا پس زدن که به چکش اجازه می دهد تا سریعاً در موقعیت خود برای ضربه بعدی قرار گیرد، در یک چکش شنی وجود ندارد. این امر باعث می شود که برای چکش کاری به روی میخ مناسب نباشد.
با این حال، چکش مرده بخش مهمی از یک جعبه ابزار است. هنگامی که نیاز به اعمال نیروی بیشتری دارید و فضای کمتری برای انجام کار دارید، داشتن یک می تواند در زمان قابل توجهی صرفه جویی کند.